# Monte Grande, Guanajuato
Monte Grande är en ort i Mexiko.   Den ligger i kommunen Purísima del Rincón och delstaten Guanajuato, i den centrala delen av landet, 300 km nordväst om huvudstaden Mexico City. Monte Grande ligger 1 751 meter över havet och antalet invånare är 1 999.
Terrängen runt Monte Grande är platt österut, men västerut är den kuperad. Runt Monte Grande är det ganska tätbefolkat, med 230 invånare per kvadratkilometer. Närmaste större samhälle är San Francisco del Rincón, 2,4 km norr om Monte Grande. Trakten runt Monte Grande består till största delen av jordbruksmark.